# Zaopiekuj się mną
Zaopiekuj się mną – utwór muzyczny polskiego zespołu Rezerwat z 1985 roku.

## Informacje ogólne
Piosenka powstała w 1985 roku. Muzykę skomponowali Zbigniew Nikodemski i Piotr Mikołajczyk, a tekst ułożyli Andrzej Adamiak i Andrzej Senar (pseudonim Janusza Kondratowicza). W 1986 roku wydano ją na singlu, złożonym z dwóch krążków 7-calowych, a rok później znalazła się na drugiej płycie Rezerwatu, Serce. Utwór okazał się przebojem – dotarł do pierwszego miejsca Telewizyjnej Listy Przebojów oraz Radiowej Listy Przebojów Programu I. Zespół wykonał go na XXIII Festiwalu w Opolu. W 1999 roku ukazała się zremiksowana wersja piosenki, na singlu wydanym przez Universal Music Polska, która promowała składankę The Best of Rezerwat. Utwór ten pozostaje największym przebojem grupy.
W 2020 roku w 13. Polskim Topie Wszech Czasów Programu III Polskiego Radia utwór zajął 16. miejsce.

## Lista ścieżek
- Singel 7"[5]

A. „Zaopiekuj się mną” – 5:05
B. „Boję się” – 4:11
C. „Parasolki” – 4:36
D. „Szare gitary” – 2:56

## Pozycje na listach przebojów
| Lista                              | Pozycja |
| ---------------------------------- | ------- |
| Radiowa Lista Przebojów Programu I | 1       |
| Lista Przebojów Programu Trzeciego | 6       |
| Telewizyjna Lista Przebojów        | 1       |